# フラウブルンネン郡
かつて存在したフラウブルンネン郡（独: Amtsbezirk Fraubrunnen）は、スイスのベルン州にあった郡（Amtsbezirk、アムツ・ベツィルク）。2010年1月1日に郡制が行政区（Verwaltungskreis フェアヴァルトゥンクス・クライス）に改制され、バンゲルテンとルッポルツリートがゼーラント区に、ベッターキンデン、ウッツェンシュトルフ、ヴィラー・バイ・ウッツェンシュトルフおよびツィーレバッハがエンメンタール区に、その他はベルン＝ミッテルラント区に帰属した。郡都はフラウブルンネンで、123.72 km²の面積に27の基礎自治体があった。2008年12月31日現在で、39,569人が居住していた。

## 歴史
- 1375年12月26日 - ガグラー戦争の過程でフラウブルンネンで戦闘が発生。フランス人らの傭兵をスイス人らが圧倒して勝利[2]。

## 基礎自治体の一覧

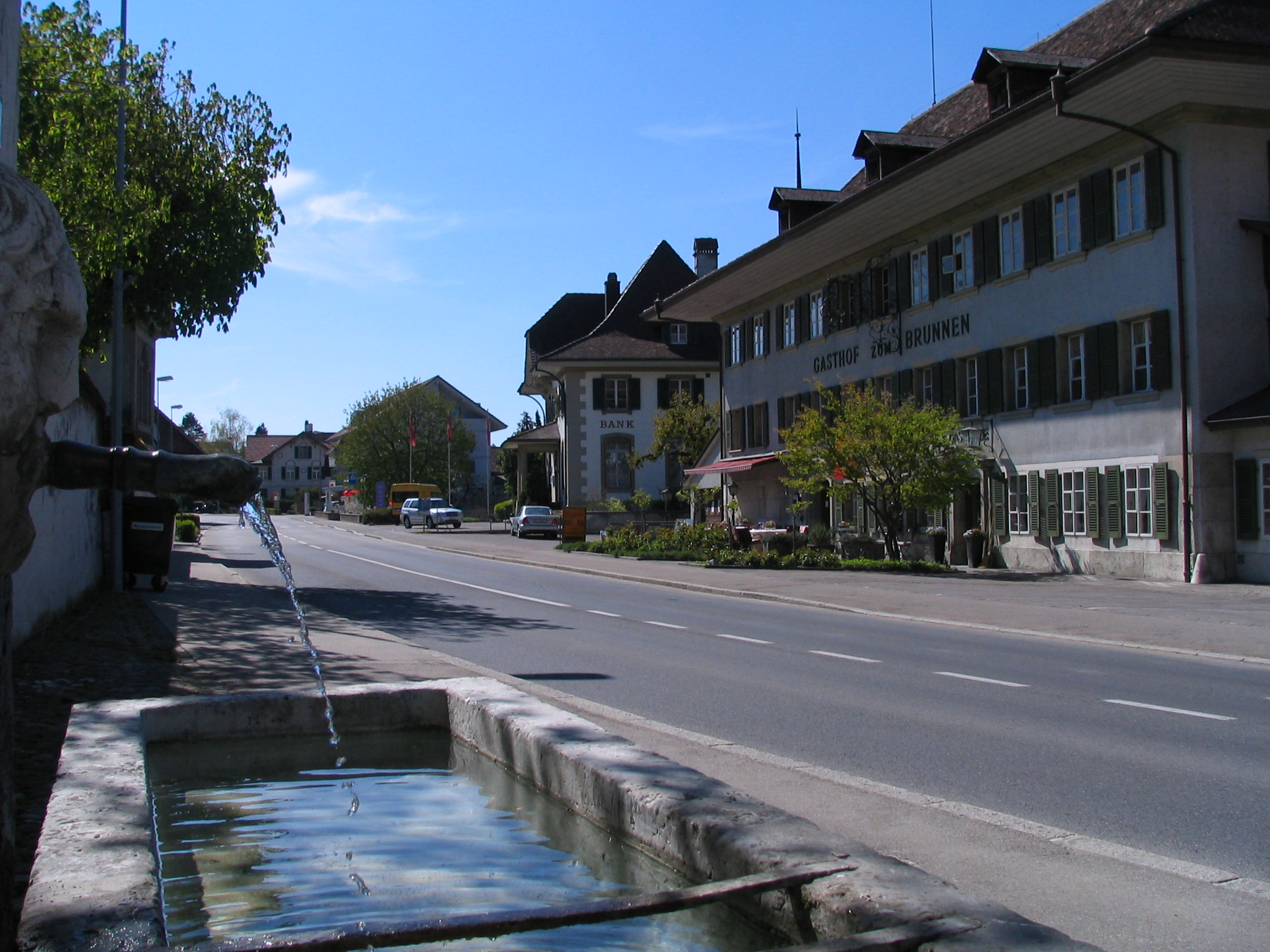
フラウブルンネン
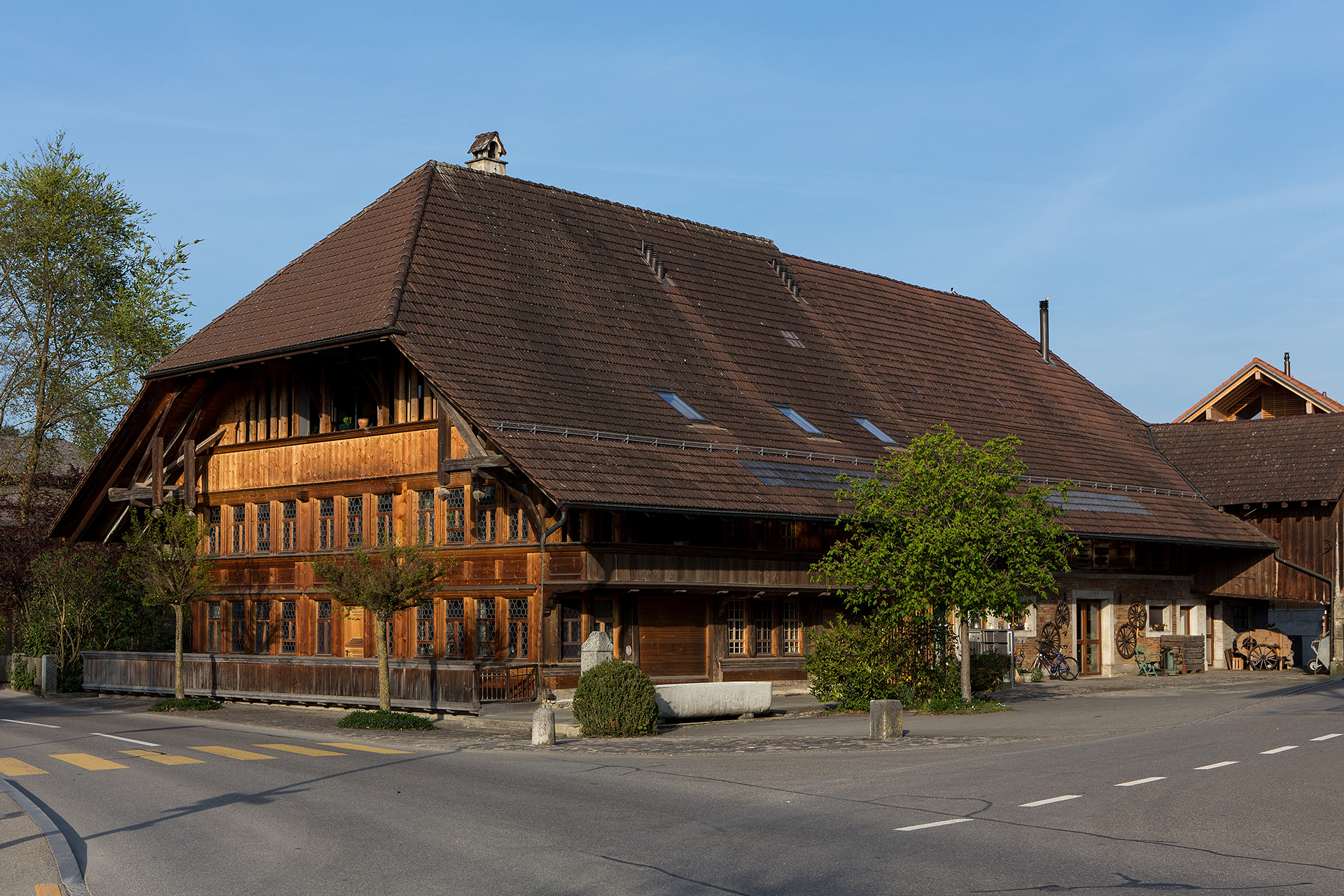
イェーゲンシュトルフ
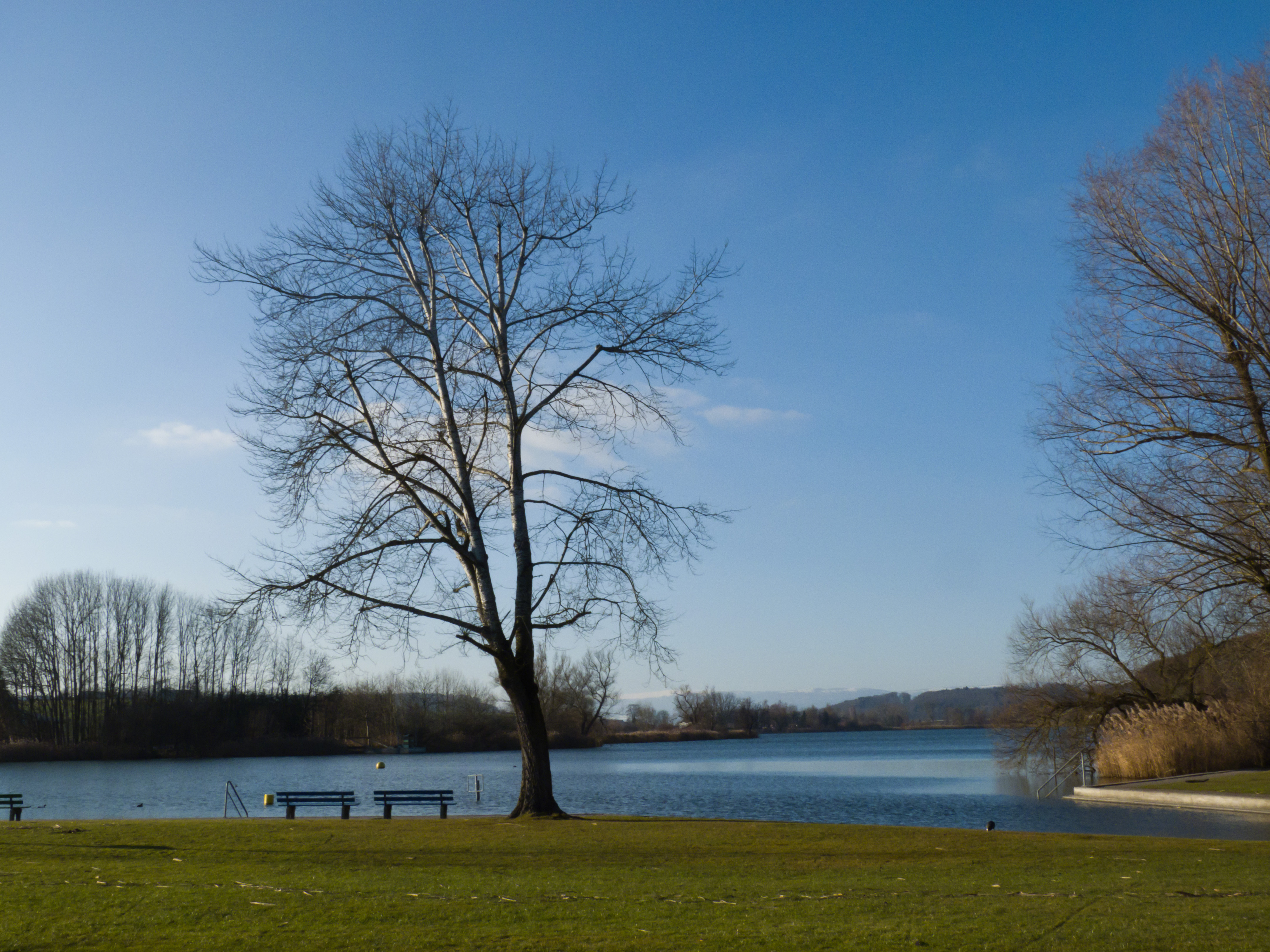
モーッセードルフのモース湖
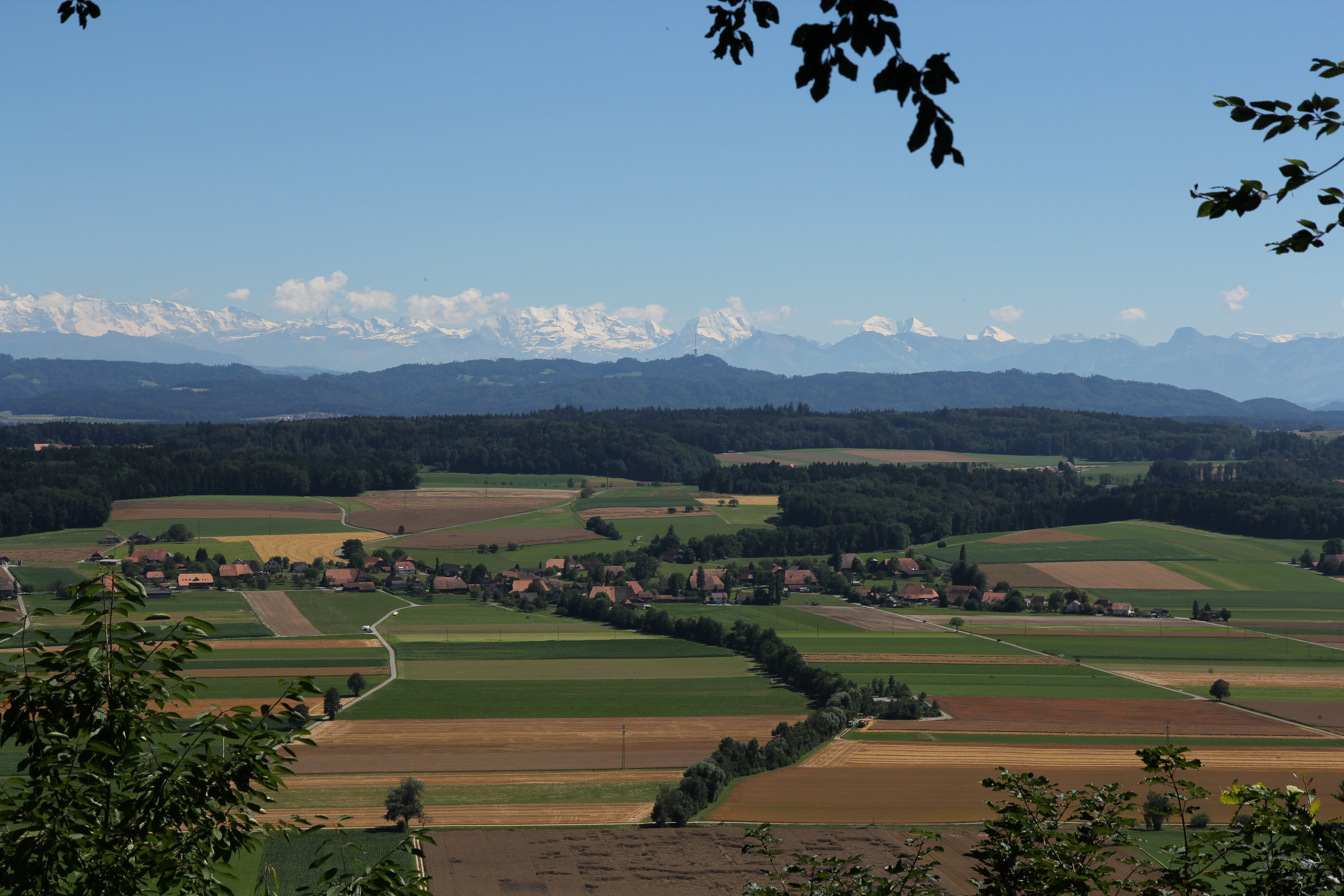
ミュルヒの風景

| 名称                                                                       | 人口 2008年 12月31日 | 面積 （km²） | 人口密度 （人/km²） |
| -------------------------------------------------------------------------- | -------------------- | ------------ | ------------------- |
| フラウブルンネン（Fraubrunnen）                                            | 1,777                | 7.70         | 231                 |
| ディーマースヴィル（Diemerswil）                                           | 203                  | 2.86         | 71                  |
| ミュンヒェンブーフゼー（Münchenbuchsee）                                   | 9,750                | 8.81         | 1107                |
| ダイスヴィル・バイ・ミュンヒェンブーフゼー （Deisswil bei Münchenbuchsee） | 95                   | 2.16         | 44                  |
| ヴィッギスヴィル（Wiggiswil）                                              | 106                  | 1.44         | 74                  |
| モーッセードルフ（Moosseedorf）                                            | 3,555                | 6.38         | 557                 |
| ウルテネン＝シェーンビュール（Urtenen-Schönbühl）                          | 5,580                | 7.19         | 776                 |
| マットシュテッテン（Mattstetten）                                          | 590                  | 3.79         | 156                 |
| イェーゲンシュトルフ（Jegenstorf）                                         | 4,630                | 7.40         | 626                 |
| ミュンヒリンゲン（Münchringen）                                            | 562                  | 2.40         | 234                 |
| バルモース（Ballmoos）                                                     | 54                   | 1.50         | 36                  |
| ツッツヴィル（Zuzwil (BE)）                                                | 524                  | 3.47         | 151                 |
| イフヴィル（Iffwil）                                                       | 409                  | 5.06         | 81                  |
| ショイネン（Scheunen）                                                     | 77                   | 2.00         | 39                  |
| エッツェルコーフェン（Etzelkofen）                                         | 315                  | 2.80         | 113                 |
| ミュルヒ（Mülchi）                                                         | 241                  | 3.80         | 63                  |
| グラーフェンリート（Grafenried）                                           | 945                  | 4.70         | 201                 |
| ツァウッゲンリート（Zauggenried）                                          | 318                  | 3.70         | 86                  |
| ビューレン・ツム・ホーフ（Büren zum Hof）                                  | 478                  | 3.50         | 137                 |
| リンパッハ（Limpach）                                                      | 338                  | 4.40         | 77                  |
| シャルーネン（Schalunen）                                                  | 387                  | 1.40         | 276                 |
| バンゲルテン（Bangerten）                                                  | 161                  | 2.20         | 73                  |
| ルッポルツリート（Ruppoldsried）                                           | 264                  | 2.20         | 120                 |
| ベッターキンデン（Bätterkinden）                                           | 2,996                | 10.19        | 294                 |
| ウッツェンシュトルフ（Utzenstorf）                                         | 4,080                | 16.94        | 241                 |
| ヴィラー・バイ・ウッツェンシュトルフ（Wiler bei Utzenstorf）               | 804                  | 3.82         | 210                 |
| ツィーレバッハ（Zielebach）                                                | 330                  | 1.91         | 173                 |
| 合計 (27)                                                                  | 39,569               | 123.72       | 320                 |

## 基礎自治体の変遷

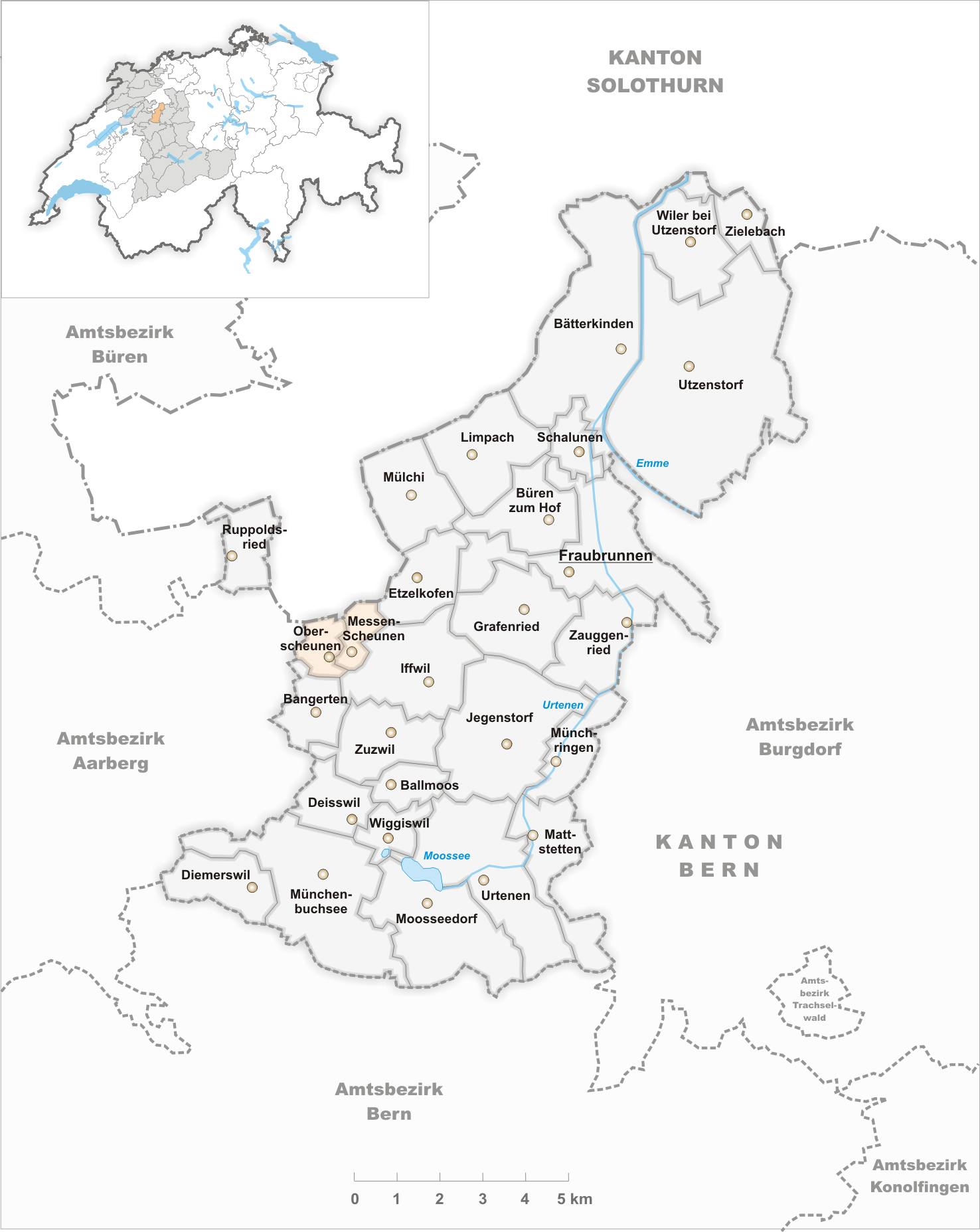
1911年までの自治体
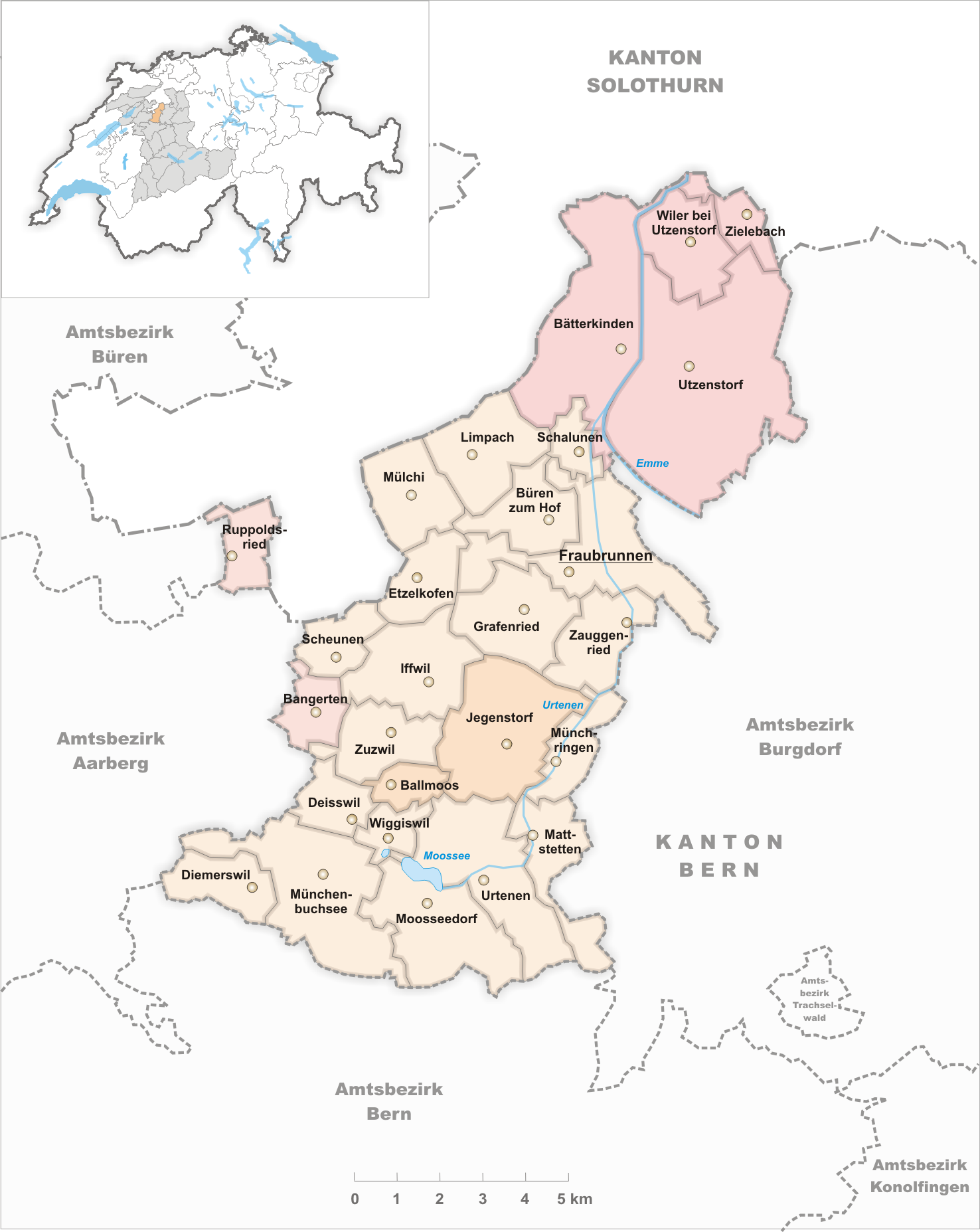
2009年までの自治体

- 1912年: メッセン＝ショイネン（de:Messen-Scheunen）とオーバーショイネン（de:Oberscheunen）が合併してショイネンになる。
- 2010年: バルモース（de:Ballmoos）とイェーゲンシュトルフが合併してイェーゲンシュトルフになる。
- 2010年: フラウブルンネン郡が改編され、バンゲルテンとルッポルツリートがゼーラント区に、ベッターキンデン、ウッツェンシュトルフ、ヴィラー・バイ・ウッツェンシュトルフおよびツィーレバッハがエンメンタール区に、その他はベルン＝ミッテルラント区になる。